# Reineria
Reineria is een geslacht van kevers uit de familie bladsprietkevers (Scarabaeidae). Het geslacht werd voor het eerst wetenschappelijk beschreven in 1968 door René Mikšič.

## Soorten
- Reineria alaini Antoine, 1992
- Reineria benguetia (Schultze, 1916)
- Reineria biguttulata (Mohnike, 1873)
- Reineria boudanti Antoine, 1992
- Reineria cartereti Arnaud, 1987
- Reineria dumasi Antoine, 1992
- Reineria eckeli (Schürhoff, 1933)
- Reineria fasciata (Schürhoff, 1933)
- Reineria flavopunctata (Blanchard)
- Reineria francolina (Burmeister, 1842)
- Reineria immaculata Mikšič, 1982
- Reineria lumawigi Arnaud, 1990
- Reineria luzonica (Moser, 1922)
- Reineria margaritacea (Mohnike, 1873)
- Reineria miksici Antoine, 1992
- Reineria moseri (Bourgoin, 1931)
- Reineria multimaculata (Moser, 1910)
- Reineria pehrsoni Mikšič, 1981
- Reineria punctiventris (Moser, 1917)
- Reineria romeoi (Arnaud, 2004)
- Reineria simillima (Bourgoin, 1931)